# Troglodyte du Mérida
Cistothorus meridae
Espèce
Statut de conservation UICN

 LC  : Préoccupation mineure
Le Troglodyte du Mérida (Cistothorus meridae) est une espèce d'oiseaux de la famille des Troglodytidae.
Cet oiseau peuple la cordillère de Mérida.